# Alexander Lévy
Alexander Michael Lévy (25 augustus 1989) is een golfer uit Frankrijk. 
Alexander werd in Californië geboren. In 1994 verhuisden zijn ouders naar Frankrijk. 

## Amateur
Alexander Lévy kwam met Alexandre Kaleka en Benjamin Hebert in de nationale jeugdopleiding. Kaleka en Hebert werden in 2009 al prof, hij is iets jonger en maakte eerst zijn studie af.
In 2010 won hij met Johann Lopez-Lazaro en Romain Wattel het Wereldkampioenschap Heren in Argentinië. Het was de eerste keer dat Frankrijk dit kampioenschap won. Individueel stond Lévy op de eerste plaats. België eindigde met Thomas Pieters, Thomas Detry en Christopher Mivis op de 8ste plaats, Nederland met Daan Huizing, Robin Kind en Fernand Osther op de 34ste plaats. Verder werd hij in 2010 2de bij het Duits Amateur (strokeplay). 

### Gewonnen
Alleen de toernooien die voor de WAGR tellen, worden genoemd:
- 2009: Coupe Ganay (NK Matchplay), Grand Prix de Chiberta, Italiaans Amateur (strokeplay)
- 2010: Allianz Open
- 2011: Coupe Murat

### Teams
- Eisenhower Trophy: 2010 in Buenos Aires (gewonnen)

## Professional
Levy werd in 2011 professional. Bij het Kazakhstan Open miste hij op de laatste hole een korte putt en daardoor de play-off tegen HP Bacher en Scott Henry, maar het was een mooie start op de Challenge Tour. Hij behaalde nog enkele top-10p plaatsen en werd nummer 30 op de Order of Merit.

Eind 2012 ging hij naar de Tourschool waar hij zijn tourkaart voor 2013 haalde. Eind 2013 stond hij net buiten de top-100. In 2014 had hij na 10 toernooien acht keer de cut gehaald voordat hij in april het Volvo China Open won. 

### Gewonnen
| Nr. | Datum           | Toernooi         | Score           | Score | Info                 |
| --- | --------------- | ---------------- | --------------- | ----- | -------------------- |
| 1   | 27 april 2014   | Volvo China Open | 68-62-70-69=269 | –19   |                      |
| 1   | 12 oktober 2014 | Portugal Masters | 63-61=124       | –18   | 36-holes (regenweer) |